# Elvia Carrillo Puerto
Elvia Carrillo Puerto (Motul, Yucatán, 30 de enero de 1881-Ciudad de México, 18 de abril de 1965) fue una lideresa feminista, política y sufragista mexicana, una luchadora social cuyo activismo le ganó el mote de Monja Roja del Mayab. Fue miembro del Partido Socialista del Sureste y elegida diputada para el Congreso de Yucatán en 1923, convirtiéndose en una de las tres primeras mujeres en formar parte de un cuerpo legislativo en México en una época en que las mujeres no tenían aún el derecho al voto; derecho por el que luchó incansablemente hasta su obtención en 1953.

## Biografía
Provenía de una familia de clase media; sus padres fueron Adela Puerto y Justiniano Carrillo, quienes formaron una familia con catorce hijos, siendo Elvia la sexta. De familia comerciante, vivía en una región caracterizada por la actividad henequenera. Su padre fue comerciante del ramo ferretero, teniendo un negocio en la parte frontal de su casa, localizada en el parque principal de Motul.
Estudió en el Liceo de Niñas de Motul junto a sus hermanas, pero continuó sus estudios de forma particular a cargo del párroco local, Serafín García. Autodidacta, se desempeñó como maestra considerada como alumna de pluma de la maestra y poeta Rita Cetina Gutiérrez en cuya revista La Siempreviva, publicada en Mérida entre 1870-1872, abrevó sus nociones sobre la igualdad de género. Años más tarde, en 1919, honraría a su maestra al nombrar la liga feminista que fundó con su nombre. Elvia hablaba la lengua maya, y así comenzó a promover la organización de las mujeres de su región.

## Actividad política
En 1910, participó en el Plan de Dzelkoop, rebelión armada contra el gobernador de Yucatán, Enrique Muñoz Arístegui, hombre de paja de Olegario Molina, la cabeza de la oligarquía de hacendados henequeneros, unas 30 familias millonarias que han venido a conocerse como la Casta divina. Molina fue electo en 1901, reelecto en 1905 y en 1906, cuando fue nombrado ministro de Fomento del gabinete de Porfirio Díaz. A través de Muñoz Arístegui, siguió gobernando despóticamente el estado de Yucatán. Elvia y su hermano Felipe fueron conspiradores en aquel movimiento, que vino a conocerse como la "Primera Chispa de la Revolución Mexicana", junto a José E. Kantún, Crescencio Jiménez Borceguí, José Crisanto Chí, Víctor Montenegro, Claudio Alcocer, Miguel Ruz Ponce, Donato Bates y Atilano Albertos. 
En marzo de 1918, participó en el Congreso Obrero de Motul acompañada de la feminista Rosa Torre, su compañera de luchas. Uno de los temas tratado fue la aceptación de la mujer obrera en las ligas de Resistencia, cobrándoles la mitad de la cuota fijada a los hombres y votar por ella en los puestos concejiles después de trascurrir un año de pertenecer a su lugar. Apareció así, en un congreso socialista, la opción del voto femenino, pues argumentaban que si la Constitución no lo permitía, tampoco lo prohibía. Durante el gobierno del general Salvador Alvarado en Yucatán, de 1915 a 1918, participó en el Segundo Congreso Feminista convocado por el general Alvarado, donde Elvia destacó por sus planteamientos sobre los derechos ciudadanos, sexuales y reproductivos de las mujeres, así como el ejercicio del voto. 
En 1919, durante el gobierno de Venustiano Carranza, Elvia se exilió por primera vez en la Ciudad de México, tras la persecución de los miembros del Partido Socialista del Sureste, y ahí fundó la Liga Feminista "Rita Cetina Gutiérrez" con el propósito de lograr que se incluyera el debate del voto femenino en las Cámaras legislativas que habían sido elegidas después de la Constitución de 1917, sin lograrlo. Poco después, en Yucatán, esa Liga iba a constituir un vibrante movimiento de mujeres.
En 1921, tras el triunfo en las urnas de Felipe Carrillo Puerto, la Liga "Rita Cetina" fue adscrita al Partido Socialista del Sureste y, en enero de 1922, en presencia del gobernador y el profesorado estatal, Elvia fue elegida presidenta de dicha Liga, cuyas oficinas fueron instaladas en la planta alta del edificio del "Ateneo Peninsular". Elvia y compañeras, entre quienes estaban Rosa Torre, Nelly Aznar, Susana Betancourt, Eusebia Pérez, Delta Aguayo y Amalia Gómez, todas maestras, trabajaron frenéticamente a favor de la alfabetización y el mejoramiento social y económico de hombres y mujeres de todas las clases sociales, así como la regulación de la natalidad. Se instalaron 65 ligas feministas locales a partir del modelo de la central, la "Rita Cetina", fundaron una escuela nocturna para mujeres y una de educación continua para profesores de ambos sexos, publicaron dos revistas, Feminismo y Rebeldía, y durante sus reuniones semanales discutieron y ofrecieron conferencias sobre control de la natalidad, educación, higiene y otros temas de interés para las mujeres.
Tras fracasar en la búsqueda de lograr el sufragio femenino, reuniendo cientos de firmas recogidas incluso en la Ciudad de México, presentado por Elvia a través de un diputado local ante el Congreso del Estado integrado por mayoría socialista, ella recurrió a su hermano. Tras numerosas visitas, el gobernador acordó que, ya que la Constitución no lo prohibía expresamente, las yucatecas podrían votar y ser votadas en las siguientes elecciones. Así, sin base legal, en noviembre de 1922 Rosa Torre fue elegida regidora de Mérida. Un año después, Elvia, Beatriz Peniche Barrera y Raquel Dzib Cicero, postuladas por el Partido Socialista del Sureste, fueron elegidas como diputadas al congreso local, siendo así las primeras mujeres electas en México.
En 1923, Elvia Carrillo participó en el Congreso Panamericano de Mujeres en la Ciudad de México, presentando la propuesta del "amor libre", dando a entender que las mujeres debían tener derechos sobre sus cuerpos y la libertad de elegir el número de hijos que deseaban procrear. Sin embargo, sucedió la rebelión delahuertista y Felipe Carrillo Puerto se vio obligado a abandonar Mérida el 12 de diciembre. Posteriormente, fue atrapado y asesinado junto con sus colegas el 3 de enero de 1924. 
Tras el golpe de Estado y el asesinato del gobernador Carrillo Puerto por los militares que secundaron la rebelión atribuida en su momento a Adolfo de la Huerta en contra del presidente Álvaro Obregón, y la restauración del orden constitucional en mayo de 1924, Elvia fue hostigada y perseguida por el gobernador sustituto, José María Iturralde Traconis y demás miembros de la cúpula socialista para que abandonara su curul y el estado de Yucatán. Ella declaró que sólo alcanzó a cobrar tres quincenas como diputada. Por otra parte, en julio de 1924, Rosa Torre fue obligada a renunciar de su cargo de regidora de Mérida por órdenes del entonces presidente municipal Javier Erosa.
En 1925, con el apoyo del presidente Calles, Elvia se instaló en San Luis Potosí, donde se había reconocido el derecho al voto de las mujeres. Lanzó su candidatura a diputada y ganó la elección. Sin embargo, la Guerra Cristera había cambiado el ánimo callista por temor a que el voto femenino favoreciera a los levantados cristeros y el Congreso federal declaró inválido el voto femenino. 
De regreso a la capital, Elvia fundó la Liga Orientadora Feminista Socialista, organizando a las empleadas de la Secretaría de Agricultura, Ganadería, Desarrollo Rural, Pesca y Alimentación, en donde había empezado a trabajar. Más tarde, en 1931, esta organización, que recibía constantes críticas y presiones de carácter oficial, se transformó en la Liga de Acción Femenil, que no dejó de luchar por que se reconociera el derecho de voto para las mujeres. Se sabe, por ejemplo, que Elvia envió una carta a la Cámara de Diputados federal apoyada por miles de firmas de sus seguidoras, en la que se solicitaba la reforma al artículo 34 constitucional para aprobar el voto femenino. Su punto de vista no fue atendido.
Ni siquiera durante la presidencia en México del general Lázaro Cárdenas del Río, 1934 - 1940, caracterizada por avances políticos y sociales importantes, se vieron recompensados los esfuerzos de Elvia Carrillo Puerto por lograr el sufragio. Peor aún, Cárdenas ordenó su cese de la Secretaría de Economía donde entonces se desempeñaba como estadígrafa. En efecto, a pesar de que se planteó entonces la iniciativa   para que se estableciera que:

"Son ciudadanos de la República todos los hombres y las mujeres que, teniendo la calidad de mexicanos, reúnan además los siguientes requisitos I. Haber cumplido 18 años siendo casados y 21 si no lo son y II. Tener un modo honesto de vivir".

 Esta iniciativa fracasó debido a que la visión política dominante, que planteaba que, al otorgar el derecho de sufragio a la mujer, el clero tendría una gran influencia política, ya que se consideraba que éste podría dominar en buena medida la voluntad mayoritaria del voto femenino. 
En 1941, Elvia Carrillo sufrió un accidente de tránsito que la dejó casi ciega, por lo que redujo su activismo social. En 1947, bajo la presidencia de Miguel Alemán Valdés, se aprobó en México el derecho de voto de la mujer en el caso de las elecciones municipales.
En 1953, se modificó el artículo 34 de la Constitución Política de los Estados Unidos Mexicanos por iniciativa del presidente Adolfo Ruiz Cortines, a fin de otorgar la igualdad total de derechos políticos a las mujeres mexicanas, incluyéndose su derecho al sufragio.

## Premios y Reconocimiento "Elvia Carrillo Puerto"
El 22 de junio de 1952, la Secretaría de Defensa y la Secretaría de Gobernación le otorgaron la condecoración al Mérito Revolucionario por su trayectoria como feminista e intelectual que dedicó su vida a luchar por el sufragio femenino.
El 15 de octubre del 2013, la Cámara de Senadores de México anunció el otorgamiento de un reconocimiento a la memoria de Elvia Carrillo Puerto destinado a mujeres mexicanas "que hayan incidido significativamente en la defensa, ejercicio y protección de los derechos humanos de las mujeres y de la igualdad de género en nuestro país". Este reconocimiento se entrega anualmente el 8 de marzo, en conmemoración del Día Internacional de la Mujer.
| Año  | Ganadora                 | Profesión                                                              |
| ---- | ------------------------ | ---------------------------------------------------------------------- |
| 2014 | Marcela Lagarde          | Etnóloga, maestra y doctora en antropología                            |
| 2015 | Carmen Moreno Toscano    | Diplomática y feminista                                                |
| 2016 | Rosario Marin            | Primera tesorera de Estados Unidos                                     |
| 2017 | Gloria Ramírez Hernández | Académica y feminista                                                  |
| 2018 | María Elena Chapa        | Política y feminista mexicana                                          |
| 2019 | María Consuelo Mejía     | Investigadora feminista                                                |
| 2020 | Laura Martínez Rodríguez | Psicóloga feminista                                                    |
| 2021 | Daphne Cuevas Ortiz      | Directora de Consorcio para el Diálogo Parlamentario y la Equidad A.C. |
| 2022 | Alicia Bárcena Ibarra    | Diplomática mexicana                                                   |

## Vida personal y legado
En 1900, a la edad de 19 años, se casó con Vicente Pérez Mendiburo con quien tuvo dos hijos, Marcial y Gloria, quien falleció a los tres días de nacida. Su hijo mayor la acompañó el resto de su vida. En 1912, Elvia se separó de Vicente Pérez, y en 1917 se casó con Francisco Barroso, empleado público de quien se divorció en 1925. Es hermana de Felipe Carrillo Puerto. 
Falleció en la Ciudad de México el 18 de abril de 1965 a los 85 años de edad. Sus restos están en el cementerio general de Mérida.
En 2020 fue incluida dentro del proyecto Paseo de las Heroínas en la Ciudad de México y se colocó una estatua de bronce en honor a su contribución histórica en México.  